# Álvaro Espinoza (actor)
Álvaro Marcelo Espinoza Concha (Santiago, 3 de marzo de 1974) es un actor y director de teatro chileno.

## Biografía
Nació el 3 de marzo de 1974 en Santiago. Tiene una hermana: Marcela Espinoza; actriz. Ingresó a estudiar Artes escénicas en la Facultad de Artes de la Pontificia Universidad Católica de Chile (PUC). Egresó en 1996.
Perteneció al selecto grupo de actores generacionales del director Vicente Sabatini en la cúspide de la Época de Oro de las superproducciones de Televisión Nacional de Chile entre 2000 y 2009, compuesto por Álvaro Morales, Pablo Schwarz, Néstor Cantillana y Ricardo Fernández. En 2012 fue desvinculado de Televisión Nacional.
En 2013 protagonizó junto a Sigrid Alegría, Mamá mechona de Canal 13.
En 2018 protagonizó el thriller Pacto de sangre, la cual se convirtió en un fenómeno de culto. La serie se tornó un fenómeno en Chile, acaparando la atención de los medios de comunicación y siendo constantemente trending topic en Twitter a nivel mundial. Por su interpretación, recibió nominaciones en el Copihue de Oro al Mejor actor de televisión, y al Mejor actor protagónico en teleseries en Premios Caleuche.
En 2019 se reunió con el director Vicente Sabatini, y coprotagonizó al lado de Tamara Acosta, Amor a la Catalán. Obtuvo un Premio Caleuche al Mejor actor de soporte en teleseries, y un Copihue de Oro al Mejor actor de televisión.
En 2024 Espinoza debutó como director teatral en la obra Educando a Rita, donde dirigió a  Francisco Reyes y Andrea García-Huidobro.

## Vida personal
Desde 1998 es pareja de la actriz Catalina Olcay, con quien tuvo dos hijas, Octavia y Alicia Espinoza. 

## Filmografía
| Año  | Película                | Rol                 |
| ---- | ----------------------- | ------------------- |
| 1999 | Juegos artificiales     |                     |
| 2000 | Monos con navaja        | Ítalo               |
| 2000 | Ángel negro             | Rafael Álvarez      |
| 2004 | La perla del puerto     | Periodista          |
| 2005 | El baño                 |                     |
| 2007 | Casa de remolienda      | Graciano Morales    |
| 2008 | Juan Mandinga           |                     |
| 2008 | Secretos                |                     |
| 2009 | Teresa                  | Mariano Balmaceda   |
| 2015 | El insquisidor          |                     |
| 2016 | Neruda                  | Oficial de frontera |
| 2018 | Mujer saliendo del mar  | Darío               |
| 2018 | Dry Martina             | Juan                |
| 2018 | ¿Cómo andamos por casa? | Germán              |

## Televisión
| Año  | Título                   | Papel               | Notas               |
| ---- | ------------------------ | ------------------- | ------------------- |
| 1996 | Sucupira                 | ''El basura''       | Televisión Nacional |
| 1998 | A todo dar               | Pedro Velásquez     | Mega                |
| 1999 | Algo está cambiando      | Wilson Salazar      | Mega                |
| 2000 | Romané                   | Claudio Gaete       | Televisión Nacional |
| 2001 | Pampa Ilusión            | Ricardo Fuenzalida  | Televisión Nacional |
| 2002 | El circo de las Montini  | Alexander Quintero  | Televisión Nacional |
| 2003 | Puertas Adentro          | Joaquín Martínez    | Televisión Nacional |
| 2004 | Los Pincheira            | Jamal Abu Kassem    | Televisión Nacional |
| 2004 | Ídolos                   | Andrés Baeza        | Televisión Nacional |
| 2005 | Los Treinta              | Paulo Toledo        | Televisión Nacional |
| 2006 | Cómplices                | Matías Fuenzalida   | Televisión Nacional |
| 2007 | Corazón de María         | Patricio Chandía    | Televisión Nacional |
| 2008 | El señor de La Querencia | Buenaventura Moreno | Televisión Nacional |
| 2008 | Viuda Alegre             | Alexis Opazo        | Televisión Nacional |
| 2008 | Hijos del Monte          | Esteban Montero     | Televisión Nacional |
| 2009 | Los exitosos Pells       | Diego Planes        | Televisión Nacional |
| 2010 | Martín Rivas             | Agustín Encina      | Televisión Nacional |
| 2011 | El laberinto de Alicia   | Gregorio Harper     | Televisión Nacional |
| 2012 | Pobre Rico               | Luis Felipe Tagle   | Televisión Nacional |
| 2013 | Mamá Mechona             | Andrés Mora         | Canal 13            |
| 2016 | Te doy la vida           | Emilio San Martín   | Mega                |
| 2016 | Sres. papis              | Tomás Ovalle        | Mega                |
| 2018 | Pacto de sangre          | Benjamín Vial       | Canal 13            |
| 2019 | Amor a la Catalán        | Primitivo Mardones  | Canal 13            |
| 2020 | La torre de Mabel        | Gaspar Elizondo     | Canal 13            |
| 2023 | Como la vida misma       | Clemente Domínguez  | Mega                |

| Año  | Título                                     | Papel                | Cadena              |
| ---- | ------------------------------------------ | -------------------- | ------------------- |
| 1997 | Brigada Escorpión                          | Jimmy                | Televisión Nacional |
| 1997 | Las historias de Sussi                     | Sergio               | Televisión Nacional |
| 2000 | La otra cara del espejo                    | Rodrigo              | Mega                |
| 2006 | Tiempo final                               | Luis                 | Televisión Nacional |
| 2008 | Aída                                       |                      | Televisión Nacional |
| 2009 | Una pareja dispareja                       | "Colmillo" Gutiérrez | Televisión Nacional |
| 2010 | Algo habrán hecho por la historia de Chile | Pedro de Valdivia    | Televisión Nacional |
| 2012 | El diario secreto de una profesional       | David Riveros        | Televisión Nacional |
| 2014 | El niño rojo                               | Marqués de Avilés    | Mega                |
| 2015 | El bosque de Karadima, la serie            | Andrés Martínez      | Chilevisión         |
| 2017 | 12 días que estremecieron Chile            | Manuel Ortiz         | Chilevisión         |
| 2024 | Baby Bandito                               | Enzo                 | Netflix             |

## Teatro
- Fuenteovejuna
- El Mercader de Venecia
- No me pidas la luna (1999)
- El misántropo (2019)

## Podcast
| Año       | Serie   | Rol          | Canal   |
| --------- | ------- | ------------ | ------- |
| 2021-2022 | Caso 63 | Gaspar Marín | Spotify |

## Publicidad
- Huawei (2018) - Protagonista junto a Ignacia Baeza.

## Premios y nominaciones
| Premio                                 | Año  | Categoría                             | Trabajo                  | Resultado |
| -------------------------------------- | ---- | ------------------------------------- | ------------------------ | --------- |
| Premio Altazor de las Artes Nacionales | 2005 | Mejor actor de televisión             | Los Pincheira            | Nominado  |
| Premio Altazor de las Artes Nacionales | 2005 | Mejor actor de televisión             | Ídolos                   | Nominado  |
| Premio Altazor de las Artes Nacionales | 2009 | Mejor actor de televisión             | El señor de La Querencia | Nominado  |
| Premios Fotech                         | 2008 | Mejor actor de soporte                | El señor de La Querencia | Ganador   |
| Premios Fotech                         | 2014 | Mejor actor protagónico               | Mamá mechona             | Nominado  |
| Premios Caleuche                       | 2017 | Mejor actor protagónico en teleseries | Te doy la vida           | Nominado  |
| Premios Caleuche                       | 2019 | Mejor actor protagónico en teleseries | Pacto de sangre          | Nominado  |
| Premios Caleuche                       | 2020 | Mejor actor soporte en teleserie      | Amor a la Catalán        | Ganador   |
| Copihue de Oro                         | 2018 | Mejor actor                           | Pacto de sangre          | Nominado  |
| Copihue de Oro                         | 2019 | Mejor actor                           | Amor a la Catalán        | Ganador   |
| Premios Estrella                       | 2020 | Mejor actor de reparto                | Amor a la Catalán        | Nominado  |
| Premios Marés                          | 2020 | Mejor actor de soporte en comedia     | Amor a la Catalán        | Ganador   |